# 原舞歌
原 舞歌（はら まいか、2001年2月2日 - ）は、日本の女優である。
神奈川県出身。事務所はテアトルアカデミー→ATプロダクション。身長は152cm。
スリーサイズはB78cm、W57cm、H80cm。特技はエレクトーン。

## 出演

### テレビドラマ
- 大河ドラマ 風林火山 第13話・第18話（2007年、NHK） - トメ 役
- 平和の礎（2009年8月10日、TBS）
- 咲くやこの花（2010年1月 - 3月、NHK） - 小町 役
- SOIL (2010年3月 - 4月24日、WOWOW)  - さゆり幼少期 役
- 熱中時代（2011年、日本テレビ） - 井上舞歌 役
- ハガネの女2（2011年4月 - 6月、テレビ朝日） - 中山さくら 役
- 遺留捜査 第2シリーズ 最終話（2012年9月6日、 - テレビ朝日） - 西田紀子 役（少女期）
- ドラマ10 シングルマザーズ 第3話（2012年11月6日、NHK） - 麻美 役
- 戦う女 第2話（2014年10月24日、フジテレビNEXT） - マユミ役
- 女はそれを許さない 第7話（2014年12月2日、TBS） - 徳永理菜 役
- 天使のナイフ第1話（2015年2月22日、WOWOW） - リエ役
- 一番電車が走った（2015年8月10日、NHK） - 松浦加代子役
- 5人のジュンコ 第2話（2015年12月、WOWOW） - ミツエ 役（少女期）
- 五年目のひとり（2016年11月19日、テレビ朝日） - 高沢雪菜 役
- 豆腐プロレス（2017年、テレビ朝日） - 横山由依 役（少女期）
- ドラマ10 ブランケット・キャッツ 第2話（2017年6月30日、NHK） - 樋口美雪 役
- 大河ドラマ 西郷どん（2018年1月28日 - 、NHK） - 西郷鷹 役
- デジタル・タトゥー 第2回（2019年5月25日、NHK総合） - 芝崎ゆかり（幼少期） 役
- 24時間テレビ ドラマスペシャル『生徒が人生をやり直せる学校』（2021年8月21日、日本テレビ） - 細川舞歌 役[1]
- 連続テレビ小説 ちむどんどん（2022年、NHK） - 歌川光子 役
- 初恋の悪魔 第1話（2022年7月16日、日本テレビ） - 片岡七海 役[2][3]
- 大川と小川の時短捜査（2022年9月12日、テレビ東京） - カップル 役
- ひともんちゃくなら喜んで！（2023年、朝日放送テレビ） - 東雲れな 役

#### インターネット配信
- AKBホラーナイト アドレナリンの夜 第16話「ヒロイン」（2015年11月26日、テレ朝動画） - 少女霊 役

### 映画
- 転校生-さよなら あなた-（2007年） - 斉藤一子／幼い一美 役
- その日のまえに（2008年） - 石川の娘 役
- 嘘つきみーくんと壊れたまーちゃん（2011年） - 池田杏子 役
- マダム・マーマレードの異常な謎 劇中劇 短編映画「やまわろわ」（2013年）
- オオカミによろしく（2014年） - 主演 樫村珠紀 役 ※ちちぶ映画祭グランプリ作品
- ミドリムシの夢（2019年）

### CM
- ブルーミングヒルズ多摩センター
- ミスタードーナツ
- セイカ らくがきんちょ
- 協和 ふわりいランドセル
- 日本マクドナルド ハッピーセット
- ACジャパン「約束の場所編」（2015年 - ）

### その他
- PV 福井舞「Promise You」（2009年）
- 道徳映画「いじめと戦おう」 - 由衣役
- 教育映画「火災は何故おきる?」
- 道徳映画「聲の形」（2015年） - 川井みき役
- ミサワホーム「スマートスタイルH」カタログ（2015年）